# 北江
北江（ほくこう、拼音: běi jiāng、Bei River）は、中国南部を流れる大河の珠江の支流のひとつ。珠江水系の中でも、西江に次ぎ大きな支流である。本流の長さは468キロメートル、流域面積は珠江水系の流域面積の10.1％を占める。
上流は湞江（ていこう）と呼ばれる。長さは211キロメートル。江西省贛州市信豊県の南嶺山脈（大庾嶺）の石渓湾に発する、山岳部の渓谷を流れる河川である。南の広東省に入り、南雄市、始興県、仁化県を流れ、韶関市の市区で武江と合流し、ここから北江となる。途中の支流には墨江、錦江がある。
さらに南水、滃江、連江、潖江、浜江、綏江などの支流と合流し、仏山市三水区で西江へ合流する。ここで北江の水は珠江デルタの網の目のような河川網へと流れ込んでいる。

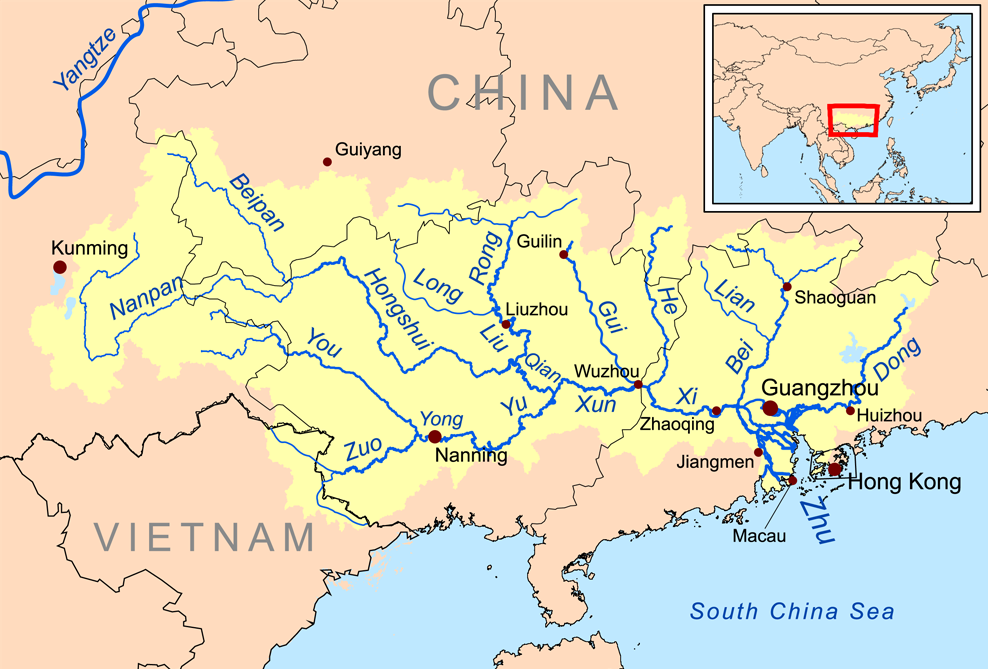
珠江流域図、北江は流域のうち東部を南北に流れて珠江三角州に至る

北江流域は亜熱帯気候で、高温多雨である。年平均降水量は約1,800ミリメートルになり、4～9月の降水量は年降雨量の80%を占めている。年平均流量は482億立方メートルで、年平均シルト含量は1立方メートルあたり0.126キログラムと、川の水に含まれる土砂の量は少ない。
北江は水力発電などにも使われている。湞江区孟州壩、英徳市白石窯には大きな水力発電所があり、清城区飛来峡には水利、防災、発電などを目的としたダムが建設されている。